# Israel Singer
Pour les articles homonymes, voir Singer.
Israel Singer est un rabbin américain, né le 29 juillet 1942 à New York.
Marié à Evelyne, il est père de cinq enfants. Il a entretenu des relations cordiales avec le pape Benoît XVI. À la tête du comité exécutif du Congrès juif mondial de 2001 à 2007, il en est évincé sous l'accusation de détournement de fonds.

## Origines et formation
Fils de réfugiés autrichiens, Israel Singer grandit à Brooklyn, dans la ville de New York.  Il a est ordonné rabbin en 1964. Universitaire, il enseigne les sciences politiques et les études moyen-orientales à l'université de New York. De 1969 à 1971, il enseigne en outre la théorie politique à l'université de Bar Ilan (Israël).

## Activités politiques
On le trouve actif dans l'administration du maire new-yorkais John Lindsay et dans celle du président Gerald Ford, pendant sa campagne de réélection.

## Exigences de réparations financières en faveur des Juifs

### Israel Singer menace la Pologne
En 1996, au Congrès juif mondial, Israel Singer a dit : “Plus de 3 millions de Juifs sont morts en Pologne et les Polonais ne seront pas les héritiers des Juifs polonais. Nous ne le permettrons jamais. (...) Nous le leur répéterons jusqu’à que la Pologne ne gèle à nouveau. Si la Pologne ne satisfait pas les demandes juives, elle sera attaquée et humiliée sur la scène internationale”.

### Israel Singer, la Suisse et les fonds juifs en déshérence
Israel Singer joue un rôle clé dans l'affaire dite "des fonds juifs en déshérence", concernant des avoirs bloqués par les banques suisses et appartenant aux héritiers de personnes décédées dans le cadre de la Shoah. Il joue un rôle très actif dans le processus de restitution de ces avoirs. Cela l'amène à collaborer avec Paul Volcker, président de la Réserve fédérale américaine, dans les années 1990. En 1998, il obtient 1,25 milliard de francs des banques suisses à titre de réparation, pour solde de tout compte. 
En janvier 2005, à l'occasion du cinquantième anniversaire de la libération d'Auschwitz, il juge "criminelle" la neutralité de la Suisse pendant la Seconde Guerre mondiale.

## Accusation de détournement de fonds
De 2001 à 2007, il dirige le comité exécutif Congrès juif mondial. En mars 2007, il est privé de l'accès aux fonds par le président de l'organisme, Edgar Bronfman Sr., à la suite d'un audit motivé par la fermeture du bureau genevois du Congrès juif mondial en 2004. L'audit révèle des irrégularités de gestion portant sur plusieurs millions de dollars. Selon certains, il est exact que la gestion de Singer était incorrecte, mais il n'est pas prouvé qu'il a détourné de l'argent. Le Congrès juif mondial est par ailleurs montré du doigt pour le manque de transparence de ses comptes.

## Distinctions
- Chevalier de la Légion d'honneur (2004)

## Sources
- Carlo Jagmetti, Chronique d'une débâcle, Georg, 2003.
- "Israel Singer est mis à la porte du Congrès juif mondial", Le Temps, 17 mars 2007.